# فوتبال تنیس

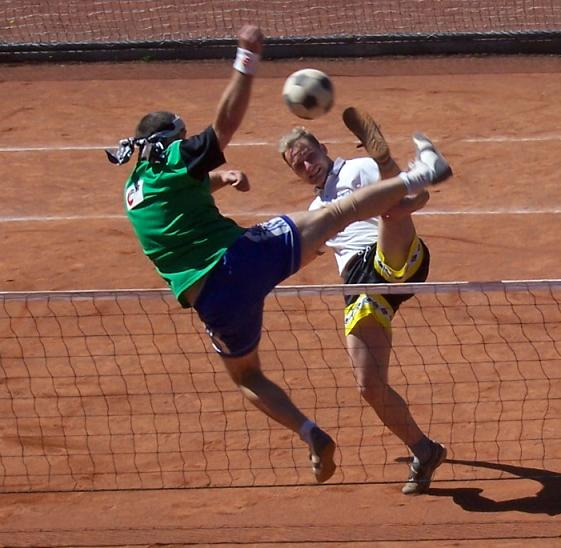
یک بازی فوتبال تنیس

فوتبال تنیس (به انگلیسی: Football tennis) ورزشی محبوب در اروپا است که منشأ آن به دههٔ ۱۹۲۰، برمی گردد. این ورزش اولین بار در مرکز اروپا برگزار می‌شد و در کشورهای مجارستان، جمهوری چک و اسلواکی بسیار رایج است. زمین بازی این ورزش توسط یک تور به دو قسمت مساوی تقسیم می‌شود که در هر طرف زمین یک تیم (کلاً دو تیم) قرار می‌گیرد. در واقع این ورزش اکثراً به صورت نفر به نفر انجام می‌شود اما هر تیم حداکثر می‌تواند سه عضو داشته باشد. در این بازی هدف این است که توپ را باید با بدن (بدون استفاده از دست) کنترل کند و آن را به سوی طرف مقابل خود دفع کند.